# Mogulistão
O Mogulistão também chamado Canato Mogul ou Canato Chagatai Oriental, foi um canato separatista mongol do Canato de Chagatai e uma área geográfica histórica ao norte da cordilheira Tian Shan, na fronteira da Ásia Central e do Leste Asiático. Essa área hoje inclui partes do Cazaquistão, Quirguistão e noroeste de Xinjiang, na China. O canato governou nominalmente a área de meados do século XIV até o final do século XVII.
A partir de meados do século XIV, um novo canato, na forma de uma confederação tribal nômade liderada por um membro da família de Chagatai, surgiu na região do rio Ili. É considerado uma continuação do Canato de Chagatai, mas também é conhecido como Canato Mogul.
Na verdade, o controle local era ados dughlats mongóis locais ou aos sufis Naqshbandi em seus respectivos oásis. Embora os governantes desfrutassem de grande riqueza por meio do comércio com a Dinastia Ming, ela foi assolada por constantes guerras civis e invasões pelo Império Timúrida, que emergiu da parte ocidental do antigo Canato de Chagatai. O canato foi dividido em Canato de Turfã, baseado na cidade de Turfã, e Canato de Iarcanda, baseado na cidade de Iarcanda, até que o Canato da Zungária conquistou a região no início do século XVIII.

## Etimologia

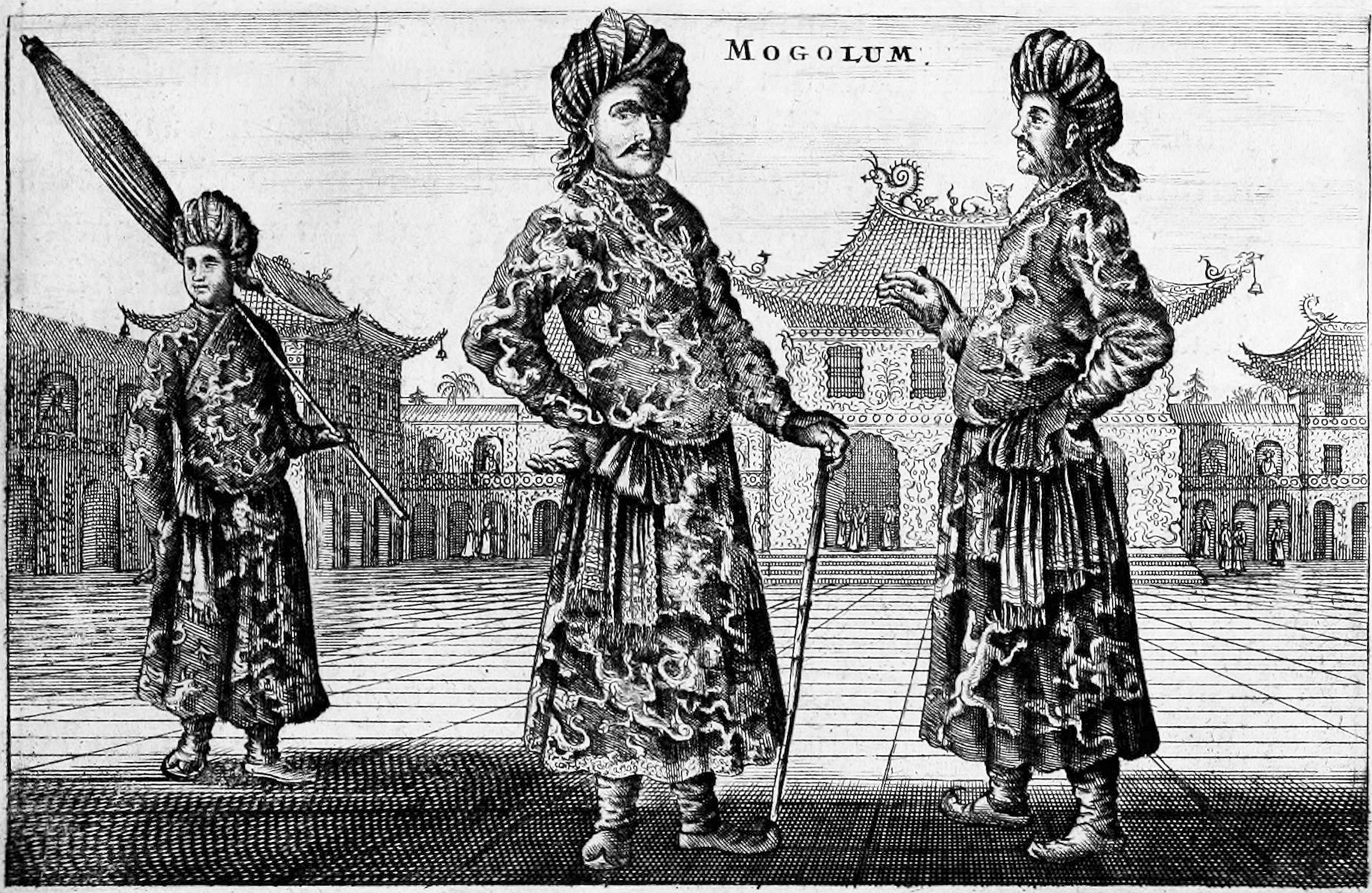
Enviados "mogóis" vistos em Pequim em 1656 por Johan Nieuhof, que os tomou como representantes dos mogóis da Índia. No entanto, Luciano Petech (1914–2010) classifica-os como visitantes de Turpan, no Mogulistão.

"Mogulistão" é um nome persa e significa simplesmente "Terra dos Moguls" ou mongóis (o termo mogul ou mugal é o nome persa para "mongol" e -istão significa "terra" em persa) em referência ao ramo oriental dos cãs chagatais mongóis étnicos que o governavam. O termo "Mogulistão" ocorre principalmente na historiografia soviética, enquanto a historiografia chinesa usa principalmente o termo "Canato Chagatai Oriental" (chinês simplificado: 东察合台汗国, pinyin: Dōng Cháhétái Hànguó), que contrasta o Mogulistão com o Império Timúrida. Os cãs mongóis se consideravam herdeiros das tradições mongóis e se autodenominavam Mongghul Uls, de onde vem o termo persa "Mogulistão". Os mandarins da dinastia Ming chamavam aos mogóis "as tribos mongóis em Beshbalik" (chinês: 别失八里, pinyin: Bié Shī Bā Lǐ)". O exônimo timúrida para Mogulistão era Ulus-i Jatah.
Quando os mongóis conquistaram a maior parte da Ásia e da Rússia no século XIII e construíram o Império Mongol, eles viviam como minorias em muitas das regiões que haviam subjugado, como o Irã e a China. Como resultado, os mongóis nessas regiões adotaram rapidamente a cultura local. Por exemplo, no Ilcanato Persa, os cãs mongóis adotaram o islamismo e a cultura persa depois de menos de meio século, enquanto os cãs da dinastia Yuan adotaram os costumes da corte chinesa. Em contraste, os mongóis e os seus subordinados que se estabeleceram no que veio a ser conhecido como Mogulistão eram originários nómadas das estepes da Mongólia. Por isso, eles eram muito mais resistentes a mudar seu modo de vida; mantiveram seu estilo de vida predominantemente nômade por vários séculos e estavam entre os últimos mongóis que se converteram ao islamismo a fazê-lo. Durante o século XIV, os habitantes do Mogulistão eram conhecidos como "Mogul" e a área que ocupavam era chamada de "Mirza" ou "Baig".
Segundo Vasily Bartold, há “alguns indícios de que a língua dos mongóis era o mongol até o século XVI”. Para os mongóis sedentários da Transoxiana, os mongóis nómadas a leste representavam um bastião da verdadeira cultura mongol, daí o nome "Mogulistão".

## Geografia
Como os mongóis eram nômades das estepes, os limites de seus territórios raramente permaneciam os mesmos por muito tempo. Ainda assim, o Moghulistão no sentido mais estrito estava centrado na região de Ili. Era limitado a oeste pela província de Shash e pelas Montanhas Karatau, enquanto a área sul do Lago Balcache marcava o limite norte da influência Moghul. A partir daí, a fronteira gradualmente se inclinou na direção sudeste até atingir a porção leste das Montanhas Tian Shan. O Tian Shan serviu então como fronteira sul do Mughalistão. Além do próprio Moghulistão, os mongóis também controlavam nominalmente a moderna Zungária (norte de Xinjiang, incluindo a Depressão de Turfã) e Nanjiang (sul de Xinjiang, incluindo a Bacia de Tarim). Além do Mogulistão, Nanjiang e Beijiang, várias outras regiões também foram temporariamente submetidas ao domínio mogol em um momento ou outro, como Tasquente, Fergana e partes de Badaquexão. O Mogulistão propriamente dito era basicamente uma região de estepes e era onde os mongóis geralmente residiam. Devido à natureza nômade dos mongóis, as cidades do Mogulistão entraram em declínio durante seu governo, quando conseguiram permanecer ocupadas.

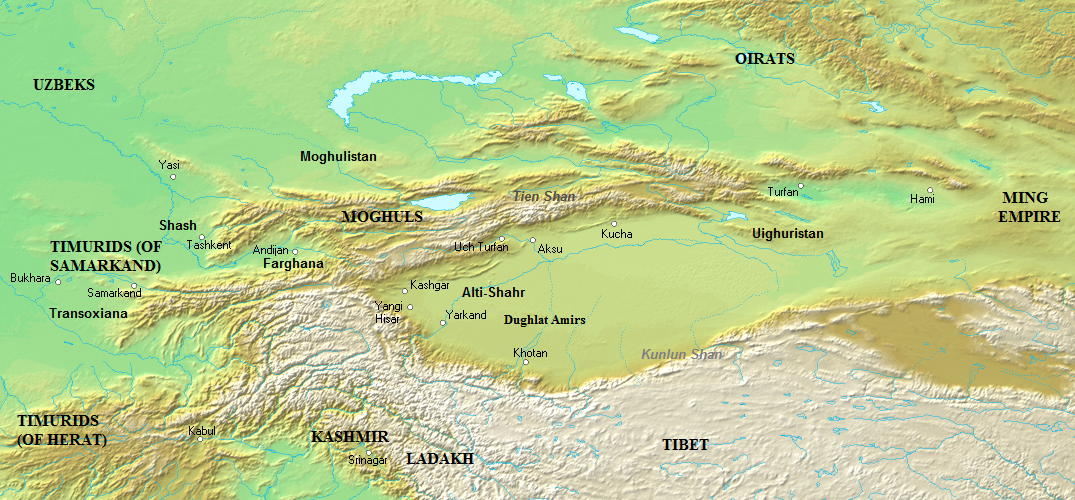
Ásia Central e Oriental em 1450. Os mongóis controlavam o Mogulistão, Altixar e Turfã.

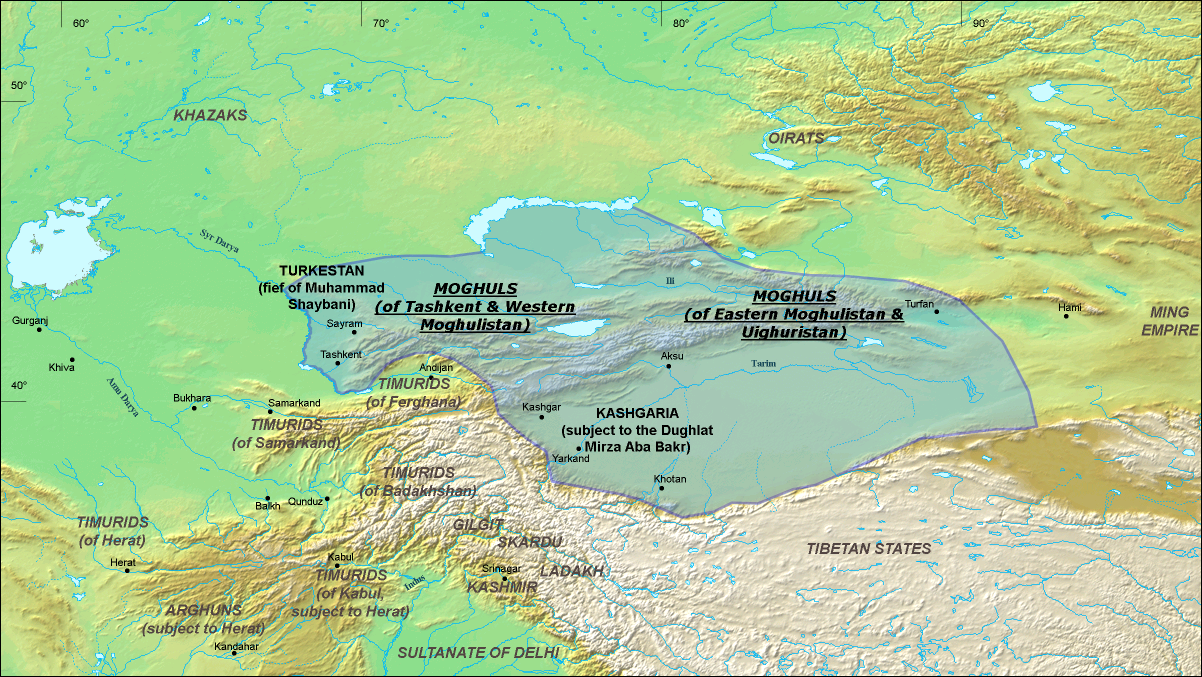
Mogulistão em 1490

Tirando as cidades que ficavam no sopé das montanhas, quase toda Nanjiang era desértica. Como resultado, os mongóis geralmente ficavam fora da região e ela era uma fonte pobre de mão de obra. Os emires Dughlat ou líderes da ordem islâmica Naqshbandi administraram essas cidades em nome dos cãs Mogul até 1514. Os mongóis governaram Nanjiang mais diretamente depois que perderam o próprio Moghulistão. A capital de Nanjiang era geralmente Yarkand ou Kashgar. Um termo chinês contemporâneo para parte da área de Nanjiang era "rota Tian Shan do Sul" (chinês: 天山南路, pinyin: Tiānshān Nánlù), em oposição à rota "do Norte", ou seja, Zungária.
Uma palavra turca posterior, "Altixar", que significa "Seis Cidades", entrou em voga durante o governo do senhor da guerra tadjique do século XIX, Yaqub Beg, que é um termo impreciso para certas cidades-oásis ocidentais e depois muçulmanas. Shoqan Walikhanov os nomeia como Iarcanda, Casgar, Cotã, Acsu, Uqturpan e Yengisar; duas definições de Albert von Le Coq substituem Bachu (Maralbishi) por Uqturpan ou Yecheng (Karghalik) por Acsu. Durante o governo de Yaqub, Turfan substituiu Uqturpan, e outros informantes identificaram sete, em vez de seis cidades em "Altixar". As fronteiras de Altixar eram mais bem definidas do que as do Mogulistão, com o Tian Shan marcando a fronteira norte, o Pamir a ocidental e o Cunlum a sul. A fronteira leste geralmente ficava um pouco a leste de Kucha.
O reino budista em Beijiang, centrado em Turfan, foi a única área onde as pessoas foram identificadas como "uigures" após as invasões islâmicas. A área mais ampla de Turfan fazia fronteira com Nanjiang a oeste, Tian Shan ao norte, Kunlun Shan ao sul e o principado de Hami . Em 1513, Hami tornou-se uma dependência de Turfan e permaneceu assim até o fim do domínio mogol. Como resultado, os mongóis se tornaram vizinhos diretos da China Ming. Embora o termo "Uiguristão" tenha sido usado para a cidade-estado de Turfan, o termo é confundido em fontes muçulmanas com Catai. Os cãs uigures se tornaram voluntariamente vassalos mongóis durante o reinado de Genghis Khan e, como resultado, foram autorizados a manter seus territórios. Quando o Império Mongol foi dividido em meados do século XIII, a região de Xinjiang foi atribuída aos Chagatai. O poder dos cãs uigures declinou lentamente sob o domínio mongol até que o último cã registrado foi convertido à força ao islamismo nas décadas de 1380 ou 1390. Depois do século XV, parece ter sido submetida ao governo mogol direto, e um canato mogol separado foi estabelecido lá em meados do século XV. Após a islamização de Turfan, o termo não islâmico "uigur" desapareceria até que o líder nacionalista chinês Sheng Shicai, seguindo a União Soviética, o introduziu para uma população muçulmana diferente em 1934.

## História
Discussões sobre sucessão resultaram na divisão do Império Mongol na Ásia no Canato de Chagatai na Ásia Central, na Dinastia Yuan (1279–1368) na China, no Ilcanato na Pérsia e na Horda Dourada na Rússia, que travaram guerras destrutivas entre si.
O Mogulistão, que formava a porção oriental do Canato de Chagatai, tornou-se independente em 1347 sob o governo do Chagatayid chamado Tughlugh Timur. Não há uma data aceita para a dissolução do Canato de Chagatai, embora alguns historiadores a marquem com a ascensão de Tughlugh. Houve poucas histórias contemporâneas do Moghulistão, em contraste com o bem documentado Império Timúrida; a maior parte do conhecimento moderno sobre a região vem do Tarikh-i-Rashidi, a única fonte primária para a região.

### Divisão do Canato Chagatai

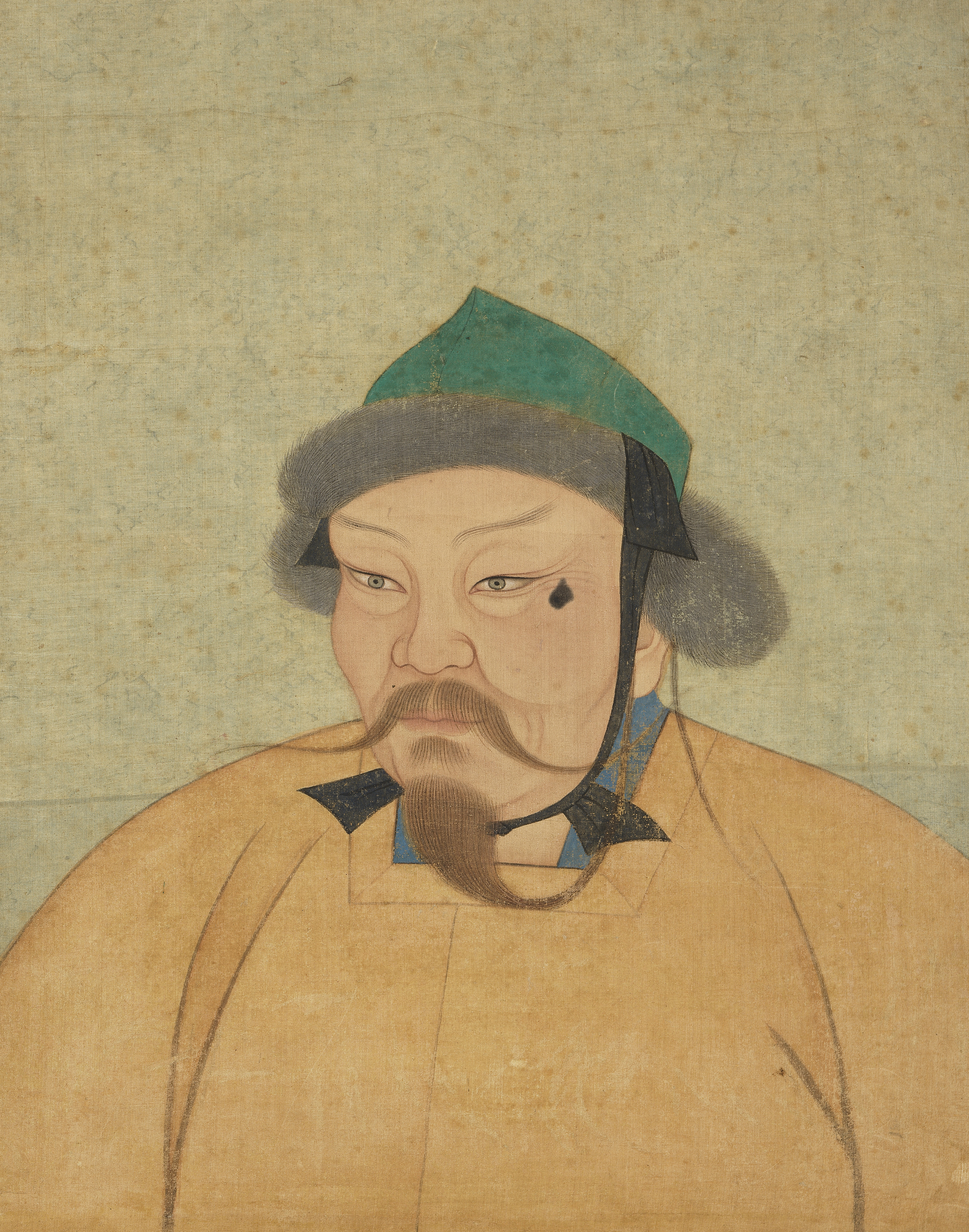
Os descendentes de Ogedei Cã são encontrados entre os Canatos Chaghtai orientais e ocidentais da Ásia Central.

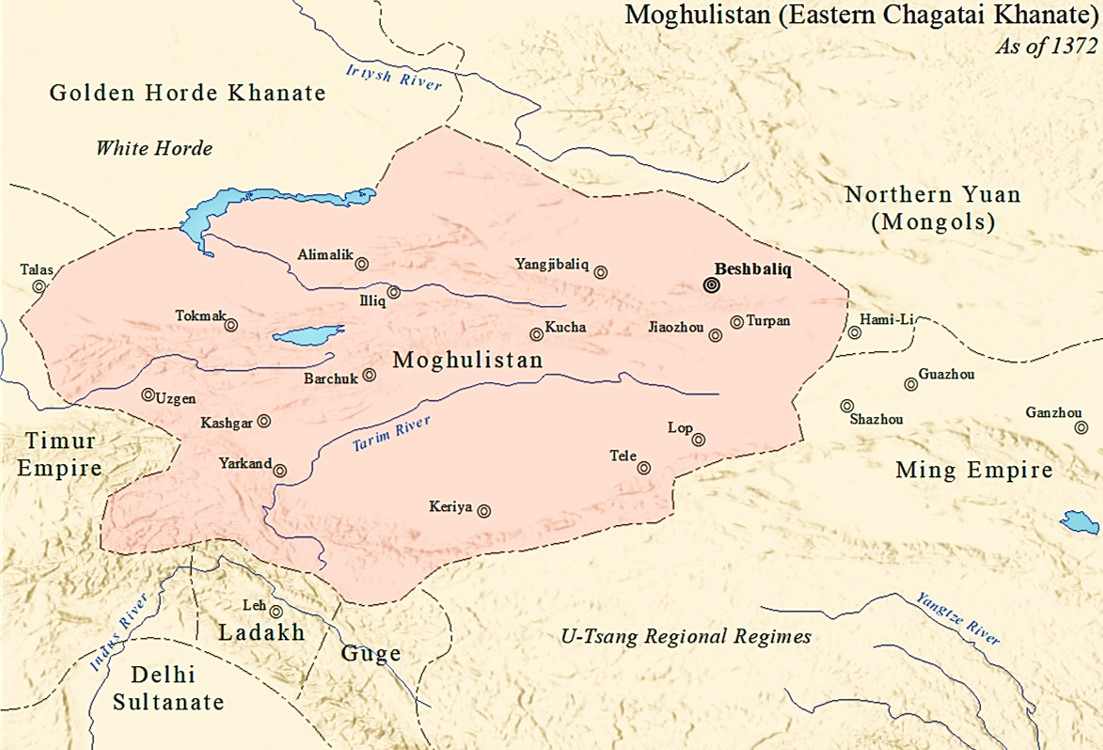
O mapa que mostra o Canato de Chagatai Oriental (Mogulistão) no ano de 1372 D.C

As regiões orientais do Canato de Chagatai no início do século XIV eram habitadas por diversas tribos nômades mongóis. Essas tribos se ressentiram da conversão de Tarmashirin ao islamismo e da mudança do cã para as áreas sedentárias da Transoxiana. Eles estavam por trás da revolta que terminou com a morte de Tarmashirin. Um dos cãs que seguiram Tarmashirin, Changshi, favoreceu o leste e não era muçulmano.
Na década de 1340, enquanto uma série de cãs efêmeros lutavam para manter o poder na Transoxiana, os chagatayidas deram pouca atenção às regiões orientais. Como resultado, as tribos orientais eram praticamente independentes. A mais poderosa das tribos, os Dughlats, controlavam extensos territórios no Moghulistão e na Bacia Ocidental do Tarim. Em 1347, os Dughlats decidiram nomear um cã próprio e elevaram o Chagatayid Tughlugh Timur ao trono.
Tughlugh Timur (1347–1363) foi então nomeado chefe de uma confederação tribal que governava a Bacia do Tarim e a área de estepes do Mogulistão (nomeada em homenagem aos mongóis). Seu reinado foi contemporâneo à série de cãs fantoches que governaram a Transoxiana, o que significa que agora havia efetivamente dois canatos liderados por chagataídas: um no oeste, centrado na Transoxiana, e um no leste, centrado no Moghulistão. Ao contrário dos cãs do Ocidente, no entanto, Tughlugh Timur foi um governante forte que se converteu ao islamismo (1354) e procurou reduzir o poder dos Dughlats. Tughlugh Timur converteu-se ao islamismo, cujos conceitos de ummah, ghazat (guerra santa) e jihad inspiraram seu expansionismo territorial na Transoxiana. A conversão também foi politicamente conveniente, pois ele rotulou os príncipes dissidentes que matou como "pagãos e idólatras". A conversão entre a população em geral demorou a acontecer. Em 1360, ele aproveitou a quebra da ordem na Transoxiana e sua legitimidade como descendente de Chagatai Cã para invadir a região e assumir o controle dela, reunindo temporariamente os dois canatos. Apesar de invadir uma segunda vez em 1361 e nomear seu filho Ilyas Coja como governante da Transoxiana, no entanto, Tughlugh Timur não conseguiu manter um controle duradouro na região, e os mongóis foram finalmente expulsos por Amir Husayn e Timur, que então lutaram entre si pelo controle da Transoxiana.

### Mogulistão
O governo chagatai no Mogulistão foi temporariamente interrompido pelo golpe do emir Dughlat Qamar-ud-Din, que provavelmente matou Ilyas Khoja em 1368 e vários outros chagatayids. Essa tomada de poder provocou um período de guerras civis quase constantes, porque os chefes tribais não aceitavam que Qamar-ud-Din, um "plebeu", pudesse ascender ao trono. A oposição a Qamar-ud-Din dentro de sua própria tribo Dughlat comprometeu a unidade do Moghulistão, pois Mirza Abu Bakr Dughlat assumiu o controle de Casgar. Os mongóis que permaneceram obedientes a ele estavam constantemente em guerra com Timur, que invadiu o Moghulistão várias vezes, mas não conseguiu capturar os invasores Dughlat. Timur enviou pelo menos cinco expedições vitoriosas ao Mughalistão, enfraquecendo seriamente o regime Qamar-ud-Din's. Os mongóis enviaram uma súplica sem sucesso ao imperador Hongwu da China pedindo ajuda, pois Tamerlão também queria conquistar a China, ao mesmo tempo em que enfatizavam que a Transoxiana era a terra pertencente aos seus próprios antepassados mongóis, considerando o controle dos timúridas sobre a Transoxiana como ilegítimo. Embora não tenha havido uma aliança militar, a dinastia Ming abriu o comércio de caravanas para o Moghulistão, enriquecendo muito os governantes mongóis que cobravam zacate (imposto) sobre o lucrativo comércio da Rota da Seda. Este comércio inaugurou uma era de intercâmbio económico e cultural com a China, em troca da aceitação pelo Estado (do que os Ming viam como) estatuto tributário dos Ming.
Depois que os chineses Han se uniram e expulsaram os mongóis da China, estabelecendo a dinastia Ming (1368–1644), os refugiados mongóis Yuan, principalmente do clã Borjigin, migraram para o Canato Chagatai oriental. Esses mongóis se aliaram aos rebeldes nômades budistas, cristãos e xamanistas das áreas de Issyk Kul e Isi contra o Chagatai Cã Tarmashirin na década de 1330, após sua conversão ao islamismo.
Uma restauração Chagatai ocorreu na década de 1380, quando os Dughlats entronizaram o herdeiro Chagatai sobrevivente Khizr Coja, mas os Dughlats mantiveram uma posição importante dentro do canato; pelos próximos quarenta anos, eles instalaram vários khans de sua própria escolha. Depois de ser restaurado ao trono pelos Dughlats, Khizr Khoja casou sua irmã com Amir Timur, então liderou pessoalmente uma guerra santa contra "Khitay" (os uigures em Turfan e Qocho), convertendo-os à força ao islamismo e pondo fim à política uigur.
Durante o século XV, os mogóis tiveram que lidar com várias incursões inimigas dos oirates, timúridas e uzbeques.

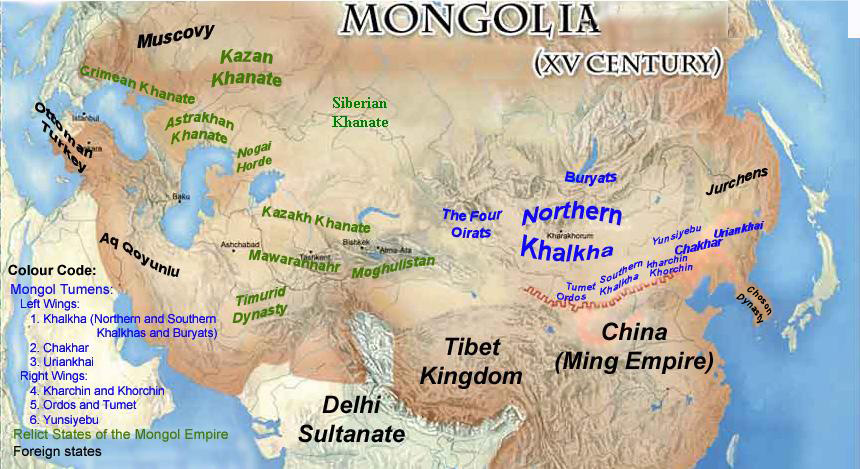
Os estados e domínios residuais turco-mongóis no século XV

O domínio mogol na região foi restaurado por Uwais Cã (1418–1428), um muçulmano devoto que estava frequentemente em guerra com os Oirats (mongóis ocidentais) que vagavam pela área a leste do Lago Balcache. Ele geralmente era derrotado e até capturado duas vezes pelo Oirat Esen Tayishi, mas conseguiu garantir sua libertação nas duas vezes. Uvais Khan foi seguido por Esen Buqa (1428–1462), que frequentemente atacava o Império Timúrida a oeste.

### Divisão do Mogulistão

Moghulistão no século XV

No final de seu reinado, Esen Buqa foi contestado por seu irmão Yunus Cã (1462–1487), que havia sido elevado ao posto de khan pelos timúridas em uma tentativa de conter Esen Buqa. Quando Esen Buqa morreu em 1462, os emires de Dughlat estavam divididos sobre se deveriam seguir seu filho Dost Muhammad, que tinha então dezassete anos, ou seu irmão Yunus Cã. Após a morte de Dost Muhammad em 1469, Yunus Cã reuniu o canato, derrotou os uzbeques e manteve boas relações com os cazaques e timúridas, mas a Bacia ocidental do Tarim foi perdida para uma revolta dos dughlats. Em 1484, ele capturou Tasquente aos Timúridas.

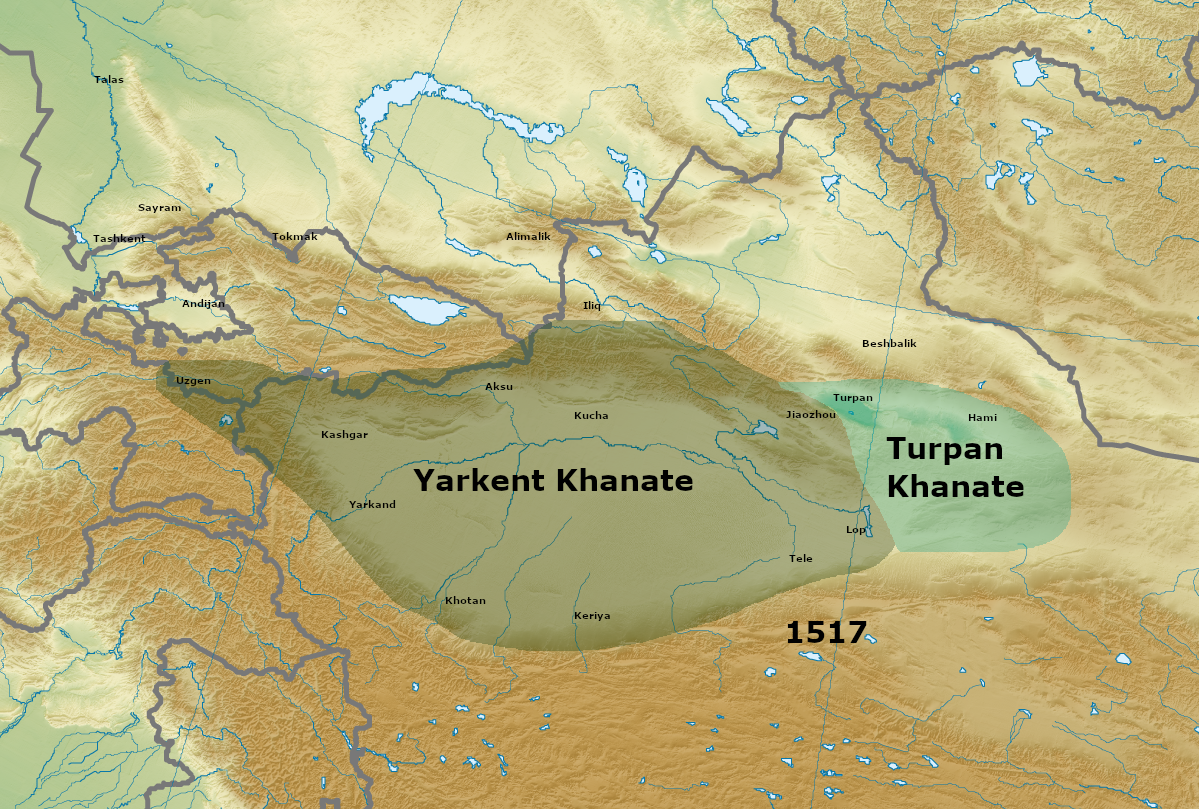
Divisão de Iarcanda e Turfã em 1517

Yunus Cã (1462–1487) aproveitou a fraqueza de seus vizinhos e tomou Tashkent em 1482. Perto do fim do reinado de Yunus, seu filho Ahmad Alaq fundou um canato oriental separatista na grande Turfã.
Durante o século XV, os cãs mogóis tornaram-se cada vez mais turquificados. Yunus Cã é até mencionado como tendo a aparência de um tajique em vez de um mongol. Esta turquificação pode não ter sido tão extensa entre a população mogol em geral, que também foi mais lenta a converter-se ao islamismo do que o cã e os principais emires (embora em meados do século XV os mogóis fossem considerados em grande parte muçulmanos). Os cãs também adotaram a xaria islâmica em favor do Yassa mongol.

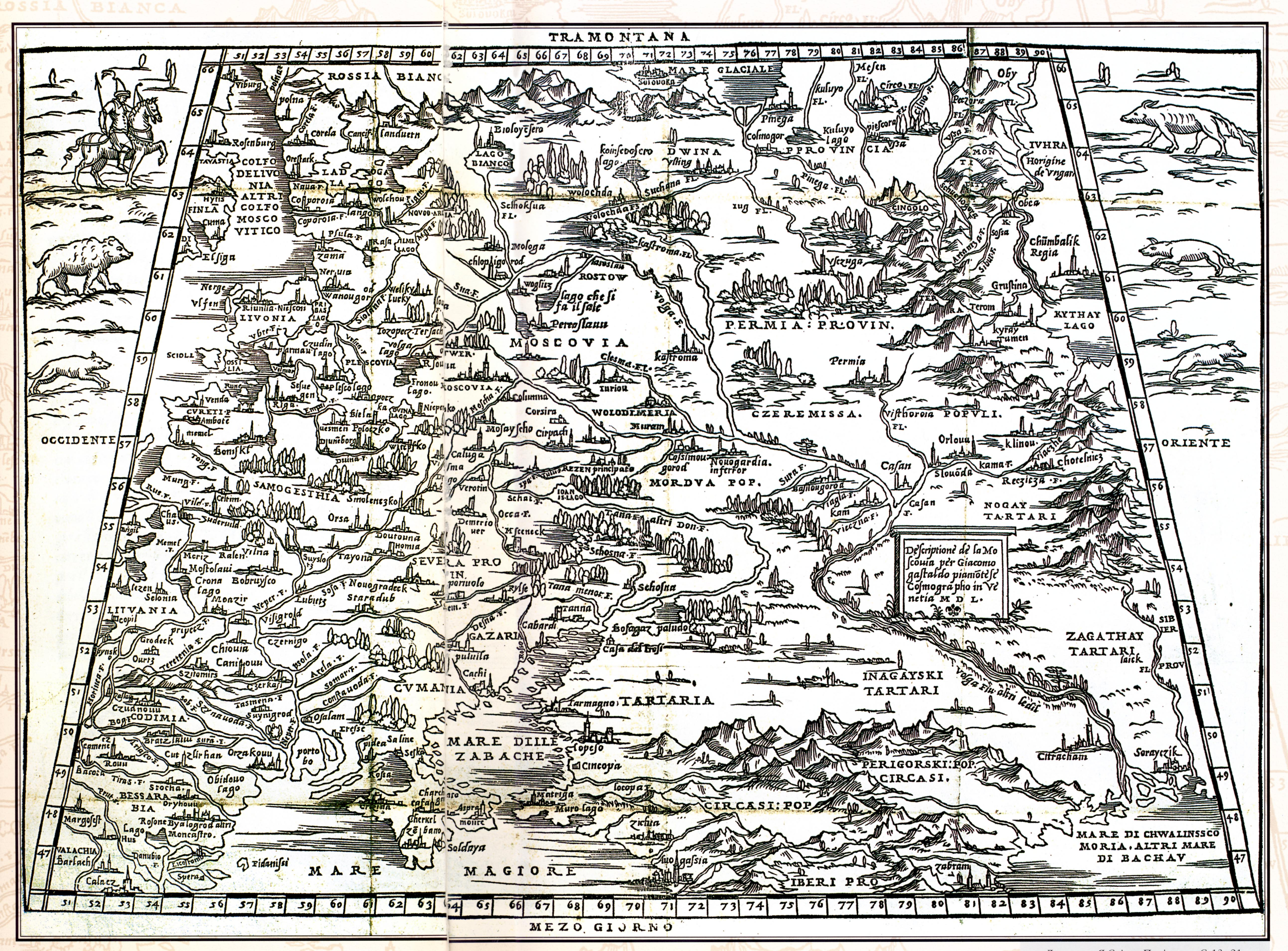
"Zagathay Tartari" mostrado no controle das terras a leste do Baixo Volga em um mapa de 1551

Após a morte de Yunus Cã, seus territórios foram divididos por seus filhos. Ahmad Alaq (1487–1503), que governou o leste do Moghulistão ou Canato de Turfã a partir de Turfã, travou uma série de guerras bem-sucedidas contra os Oirats, invadiu territórios chineses e tentou tomar a Bacia de Tarim ocidental dos Dughlats, embora não tenha tido sucesso. Em 1503, ele viajou para o oeste para ajudar seu irmão Mahmud Cã (1487–1508), o governante do oeste do Moghulistão em Tashkent, contra os uzbeques sob Maomé Xaibani. Os irmãos foram derrotados e capturados; eles foram libertados, mas Tashkent foi tomada pelos uzbeques. Ahmad Alaq morreu logo depois e foi sucedido por seu filho Mansur Cã (1503–1545), que capturou Hami de Kara Del, uma dependência mongol da China Ming, em 1513. Mahmud Khan passou vários anos tentando recuperar sua autoridade no Mughalistão; ele acabou desistindo e se submeteu a Muhammad Shaybani, que o executou. O resto do Moghulistão ocidental (a área do moderno Quirguistão) foi gradualmente perdido para as tribos quirguizes. Em 1469-70, os quirguizes pertencentes à confederação de Oirat migraram para as montanhas Tian Shan, no Moghulistão. As tribos quirguizes, lideradas por Tagai Biy, rebelaram-se contra os mongóis; por volta de 1510-11, elas efetivamente expulsaram os mongóis. No entanto, ainda em 1526-1527, o Mogul Cã Sultão Said ainda tentou, mas não conseguiu, devolver o Quirguistão à subjugação.
O irmão de Mansur Cã, o sultão Said Cã (1514–1533), conquistou a Bacia Ocidental de Tarim de Mirza Abu Bakr Dughlat em 1514 e se estabeleceu em Casgar, formando o Canato de Iarcanda. Depois disso, o canato mogolistano foi permanentemente dividido, embora o sultão Said Khan fosse nominalmente um vassalo de Mansur Cã em Turfã. Após a morte do sultão Said Cã devido a edema de alta altitude num ataque falhado ao Tibete em 1533 ele foi sucedido por Abdurashid Khan (1533–1565), que começou o seu reinado executando um membro da família Dughlat. Um sobrinho do falecido emir, Mirza Muhammad Haidar Dughlat, fugiu para o Império Mogol na Índia e acabou conquistando a Caxemira, onde escreveu uma história dos mongóis. Abdurrashid Cã também lutou pelo controle do Mogulistão (ocidental) contra os quirguizes-cazaques da Grande Horda, mas o Mogulistão (ocidental) foi finalmente perdido; depois disso, os mogóis foram amplamente restringidos à posse da Bacia do Tarim.

### Governo dos Cojas
No final do século XVI e início do século XVII, o Canato de Iarcanda (1514–1705) passou por um período de descentralização, com numerosos subcanatos surgindo com centros em Casgar, Iarcanda, Acsu e Cotã.
No final do século XVI e XVII, o poder nos estados mogóis gradualmente mudou dos cãs para os cojas, que eram líderes religiosos influentes no século XVI da ordem sufi Naqshbandi. Os Cãs foram cedendo cada vez mais o poder secular aos cojas, até que eles se tornaram efetivamente o poder governante em Casgária. Ao mesmo tempo, os quirguizes também começaram a penetrar em Altixar.
Os próprios cojas foram divididos em duas seitas: os Aq Taghlik e os Kara Taghlik. Esta situação persistiu até à década de 1670, quando os cãs mogóis aparentemente tentaram reafirmar a sua autoridade expulsando o líder do Aq Taghlik.
Em 1677, Coja Afaq do Aq Taghlik fugiu para o Tibete, onde pediu ajuda ao 5º Dalai Lama para restaurar seu poder. O Dalai Lama organizou a invasão do Canato Budista Zungar, que habitava as terras ao norte do Canato de Iarcanda, em 1680, e estabeleceu governantes fantoches em Iarcanda.
O Canato de Iarcanda foi finalmente derrubado em 1705, pondo fim ao domínio Chagatai na Ásia Central. Casgares imploram e os quirguizes organizam uma revolta e capturam Akbash Cã durante um ataque a Iarcanda. Os Iarcandas imploraram então que os zungares interviessem, o que resultou na derrota dos Quirguizes pelos zungares e no fim total do governo Chagatai, ao instalar o Aq Taghlik em Casgar. Eles também ajudaram o Aq Taghlik a superar o Kara Taghlik em Iarcanda. Pouco tempo depois, o reino mogol de Turpan e Hami também foi conquistado pelo Canato da Zungária, mas os zungares foram expulsos pela China Qing . Os descendentes da casa Chagatayid se submeteram aos Qing e governaram o Canato de Kumul (1696–1930) como vassalos da China até 1930. Maqsud Xá foi o último deles, que morreu em 1930. A Bacia do Tarim caiu sob o domínio geral dos zungares até ser tomada pelos Imperadores Manchu da China em meados do século XVIII.